# فاریش (ازبکستان)
فاریش (به ازبکی: Farish) یک منطقهٔ مسکونی در ازبکستان است که در جیزک واقع شده‌است. فاریش ۹۷۱ نفر جمعیت دارد.